# Turn- und Sportverein Unterhaching 1910 2020-2021
Questa voce raccoglie le informazioni riguardanti il Turn- und Sportverein Unterhaching 1910 nelle competizioni ufficiali della stagione 2020-2021.

## Organigramma societario
Area direttiva
- Presidente: Mihai Paduretu

Area tecnica
- Allenatore: Stanislav Pochop, Patrick Steuerwald
- Scoutman: Frank Kahlmann

Area sanitaria
- Medico: Thomas Stahl, Stephan Thiel
- Fisioterapista: Guerino Iannucci

## Rosa
| N° | Nome                | Ruolo | Data di nascita   | Nazionalità sportiva |
| -- | ------------------- | ----- | ----------------- | -------------------- |
| 1  | Fabian Suck         | C     | 11 marzo 2002     | Germania             |
| 4  | George Zahar        | O     | 25 marzo 1994     | Romania              |
| 5  | Jonas Sagstetter    | S     | 21 aprile 1999    | Germania             |
| 6  | Benedikt Sagstetter | P     | 30 dicembre 2000  | Germania             |
| 7  | Simeon Topuzliev    | S     | 1º gennaio 2000   | Bulgaria             |
| 8  | Leonard Graven      | L     | 22 aprile 2004    | Germania             |
| 9  | Severin Brandt      | P     | 6 febbraio 2004   | Germania             |
| 10 | Niklas Brandt       | S     | 1º gennaio 2002   | Germania             |
| 11 | Juro Petrusic       | O     | 22 maggio 2003    | Germania             |
| 12 | Benjamin Thom       | C     | 5 dicembre 1982   | Germania             |
| 14 | Paul Gehringer      | C     | 29 ottobre 2000   | Germania             |
| 15 | Roy Friedrich       | C     | 1º febbraio 1988  | Germania             |
| 17 | Eric Paduretu       | P     | 20 settembre 1999 | Germania             |
| 18 | Mohamed Chefai      | L     | 13 settembre 1994 | Tunisia              |

## Statistiche

### Statistiche di squadra
| Competizione  | Punti | In casa | In casa | In casa | In trasferta | In trasferta | In trasferta | Totale | Totale | Totale |
| Competizione  | Punti | G       | V       | P       | G            | V            | P            | G      | V      | P      |
| ------------- | ----- | ------- | ------- | ------- | ------------ | ------------ | ------------ | ------ | ------ | ------ |
| 1. Bundesliga | 2     | 10      | 0       | 10      | 10           | 1            | 9            | 20     | 1      | 19     |
| Totale        | -     | 10      | 0       | 10      | 10           | 1            | 9            | 20     | 1      | 19     |

G = partite giocate; V = partite vinte; P = partite perse

### Statistiche dei giocatori
| Giocatore     | 1. Bundesliga | 1. Bundesliga | 1. Bundesliga | 1. Bundesliga | 1. Bundesliga | Totale | Totale | Totale | Totale | Totale |
| Giocatore     | P             | PT            | AV            | MV            | BV            | P      | PT     | AV     | MV     | BV     |
| ------------- | ------------- | ------------- | ------------- | ------------- | ------------- | ------ | ------ | ------ | ------ | ------ |
| N. Brandt     | 4             | 1             | 0             | 1             | 0             | 4      | 1      | 0      | 1      | 0      |
| S. Brandt     | 1             | 0             | 0             | 0             | 0             | 1      | 0      | 0      | 0      | 0      |
| M. Chefai     | 18            | 36            | 28            | 6             | 2             | 18     | 36     | 28     | 6      | 2      |
| R. Friedrich  | 14            | 60            | 45            | 9             | 6             | 14     | 60     | 45     | 9      | 6      |
| P. Gehringer  | 18            | 42            | 33            | 8             | 1             | 18     | 42     | 33     | 8      | 1      |
| L. Graven     | 18            | 0             | 0             | 0             | 0             | 18     | 0      | 0      | 0      | 0      |
| E. Paduretu   | 13            | 1             | 0             | 0             | 1             | 13     | 1      | 0      | 0      | 1      |
| J. Petrusic   | 15            | 92            | 81            | 6             | 5             | 15     | 92     | 81     | 6      | 5      |
| B. Sagstetter | 19            | 37            | 24            | 12            | 1             | 19     | 37     | 24     | 12     | 1      |
| J. Sagstetter | 20            | 214           | 187           | 17            | 10            | 20     | 214    | 187    | 17     | 10     |
| F. Suck       | 20            | 55            | 32            | 15            | 8             | 20     | 55     | 32     | 15     | 8      |
| B. Thom       | 12            | 6             | 5             | 1             | 0             | 12     | 6      | 5      | 1      | 0      |
| S. Topuzliev  | 19            | 204           | 182           | 10            | 12            | 19     | 204    | 182    | 10     | 12     |
| G. Zahar      | 16            | 144           | 139           | 3             | 2             | 16     | 144    | 139    | 3      | 2      |

P = presenze; PT = punti totali; AV = attacchi vincenti; MV = muri vincenti; BV = battute vincenti